# Joseph Boakye Danquah
Joseph Boakye Danquah, född i december 1895, död 4 februari 1965, var en ghanansk politiker och författare. Han grundade det första politiska partiet i landet, United Gold Coast Convention (UGCC). Efter Ghanas självständighet 1956 blev det starka motsättningar mellan den moderata Danquah och landets president Kwame Nkrumah. Danquah arresterades och dog i fängelset 1965.